# David Jacobs
David Henry Jacobs (Cardiff, Gal·les, 30 d'abril de 1888 – Llandudno, Conwy, 6 de juny de 1976) va ser un atleta gal·lès que va competir a començaments del segle xx. És conegut per haver guanyat una medalla d'or als Jocs Olímpics de 1912.
Nacut a Cardiff, va començar a practicar l'atletisme al Herne Hill Harriers de Londres el 1908, després de veure els Jocs d'aquell any.
El 1912 va prendre part en els Jocs Olímpics d'Estocolm, on disputà tres proves del programa d'atletisme. En els 100 i els 200 quedà eliminat en semifinals. Com a primer rellevista de la prova dels 4×100 metres relleus guanyà la medalla d'or. En aquesta prova es van veure beneficiats per la desqualificació de l'equip estatunidenc en semifinals i de l'alemany en la final per haver lliurat malament el testimoni.
Tot i que fou moltes vegades campió de Gal·les, mai va aconseguir cap títol britànic. Es va retirar de l'esport després de la Primera Guerra Mundial.
Morí el 1976 amb 88 anys, sent en aquell moment en medallista d'or britànic més vell.